# Leichtflugzeug

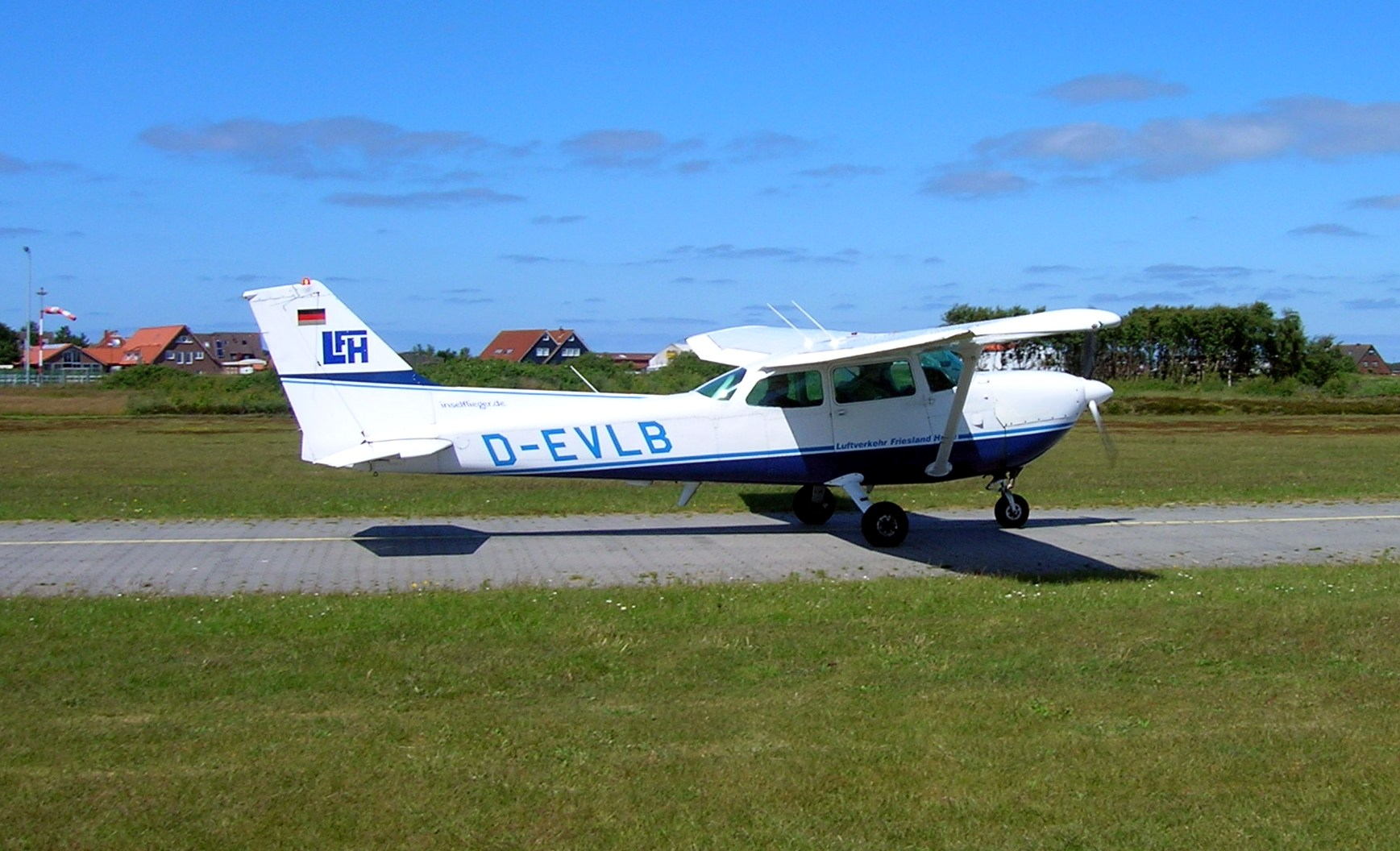
Cessna 172 Skyhawk – das weltweit meistgebaute Leichtflugzeug überhaupt – im Einsatz bei der Fluggesellschaft LFH

Als Leichtflugzeuge oder Kleinflugzeuge werden unterschiedliche Flugzeuge verschiedener Klassen, aber geringen Gewichts bezeichnet, in Medienberichten bisweilen auch ein- und zweimotorige Motorflugzeuge bis zu 5,7 t Abfluggewicht. Nach der Klassifikation der Internationalen Zivilluftfahrtorganisation über die Lufttüchtigkeit werden Flugzeuge über 5,7 t Abfluggewicht als große Flugzeuge (englisch Large Aeroplane) angesehen, für die eine umfangreiche Zulassung erforderlich ist. Piloten benötigen oft eine Musterberechtigung für große Flugzeuge. In den USA ist die Gewichtsgrenze der Federal Aviation Administration von Flugzeugen auf 12.500 lb., entsprechend 5670 kg festgelegt.
Flugzeuge im Gewichtssegment bis 5,7 t Abfluggewicht werden hauptsächlich durch die Allgemeine Luftfahrt genutzt.

## Klassifizierung
Die folgende Klassifizierung basiert weitgehend auf der Einteilung der einzelnen Berechtigungen in den amtlichen Pilotenlizenzen. Alle Abkürzungen stammen aus diesem System.

### Single-Engine Piston (SEP)

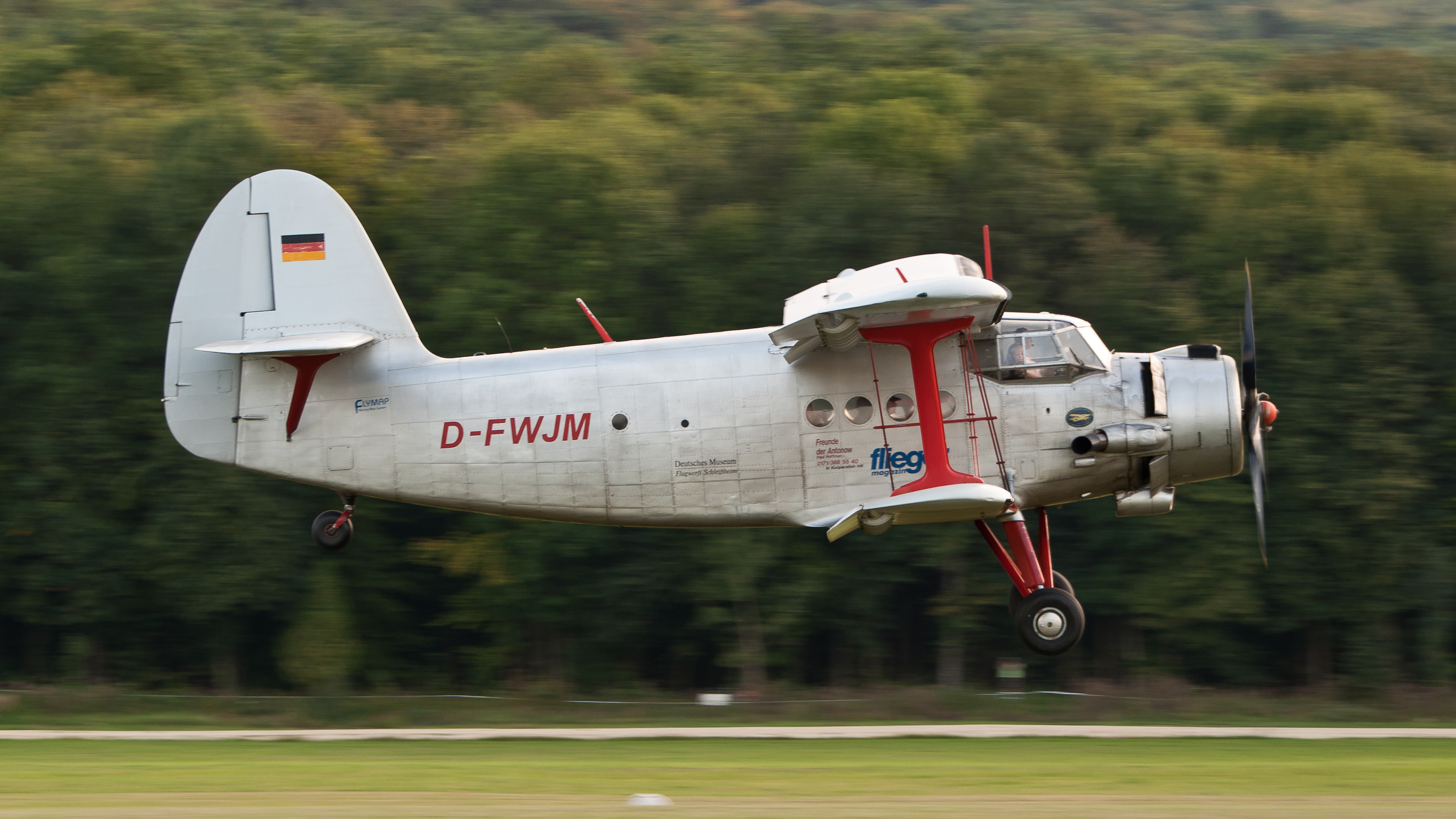
Eine Antonow An-2 als SEP über 2 Tonnen maximaler Abflugmasse mit erkennbarem Luftfahrzeugkennzeichen, ein Flugzeug der Foxtrot-Klasse

Bei Single-Engine-Piston-Flugzeugen handelt es sich um einmotorige, kolbenmotorgetriebene Flugzeuge. Eine Gewichtsbegrenzung für die maximale Startmasse existiert nicht. Um diese Flugzeuge fliegen zu dürfen, benötigt ein Pilot ein SEP-Rating. Beispiele wären die Cessna 172 (siehe Titelbild), Cirrus SR20 oder Piper PA-28.
In Deutschland erhalten SEP-Flugzeuge mit einer maximalen Abflugmasse von 2000 kg ein Luftfahrzeugkennzeichen, das an zweiter Stelle ein E (Echo gemäß ICAO-Alphabet) enthält. Diese Flugzeuge spielen in der privaten Fliegerei eine große Rolle und werden daher häufig als Flugzeuge der Echo-Klasse bezeichnet. Einmotorige Flugzeuge von 2 bis 5,7 Tonnen maximaler Abflugmasse tragen ein F als zweiten Buchstaben des Kennzeichens, wie zum Beispiel die Antonow An-2 oder die North American T-6. Theoretisch erhalten einmotorige Flugzeuge über 5,7 Tonnen, die somit ebenfalls SEP-Flugzeuge wären, ein C, B oder A als zweiten Buchstaben.

### Single-Engine Turbine (SET)

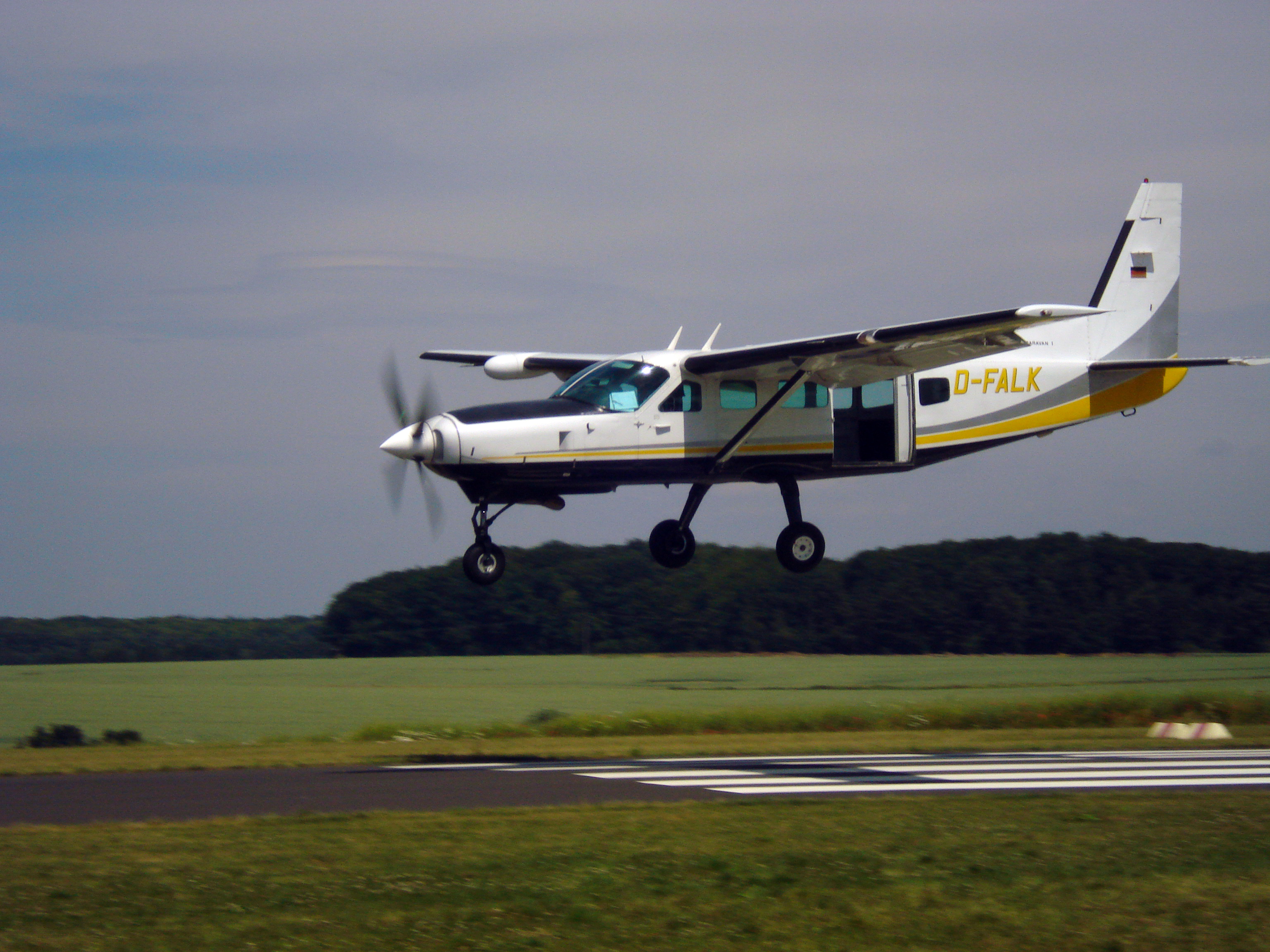
Cessna 208 Caravan (SET)

Als Single-Engine-Turbine-Flugzeuge (SET) werden einmotorige, Turboprop-getriebene Flugzeuge bezeichnet. Piloten benötigen hierfür ein SET-Rating. Typische Vertreter der SET-Klasse sind zum Beispiel die Cessna 208, Piper PA-46, Pilatus PC-12 oder Socata TBM 700.

### Multi-Engine Piston (MEP)

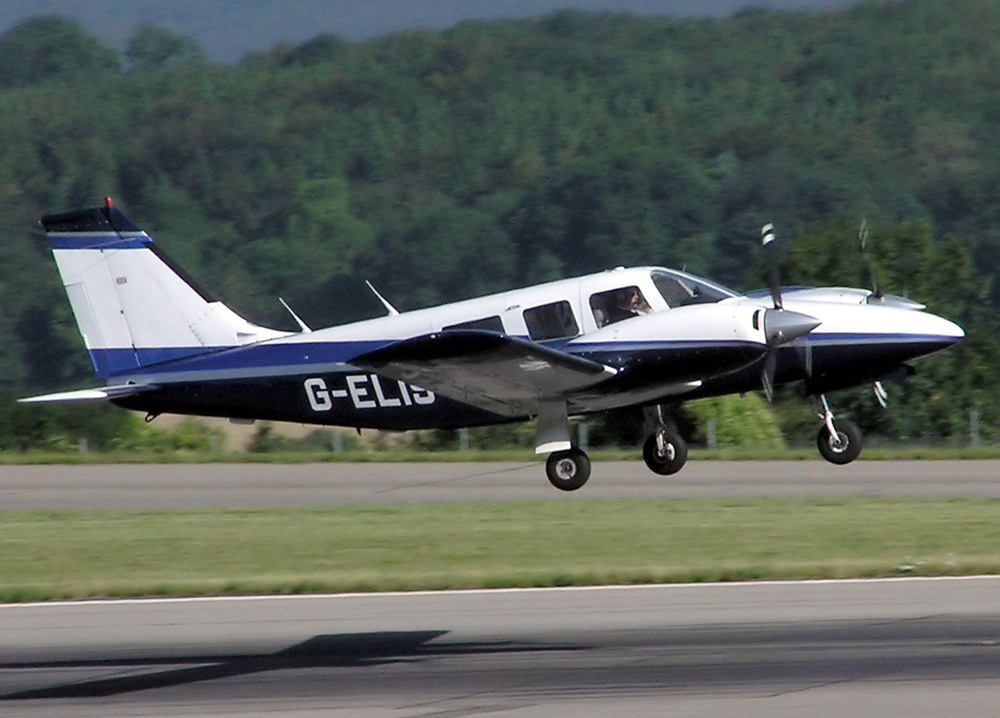
Piper PA-34 Seneca (MEP)

Bei Multi-Engine-Piston-Flugzeugen (MEP) handelt es sich um mehrmotorige, kolbenmotorgetriebene Flugzeuge. Piloten benötigen hierfür ein ME(P)-Rating. Typische Vertreter der MEP-Klasse sind zum Beispiel die Cessna 310, Piper PA-34 oder Tecnam P2006T.

### Multi Engine (ME)

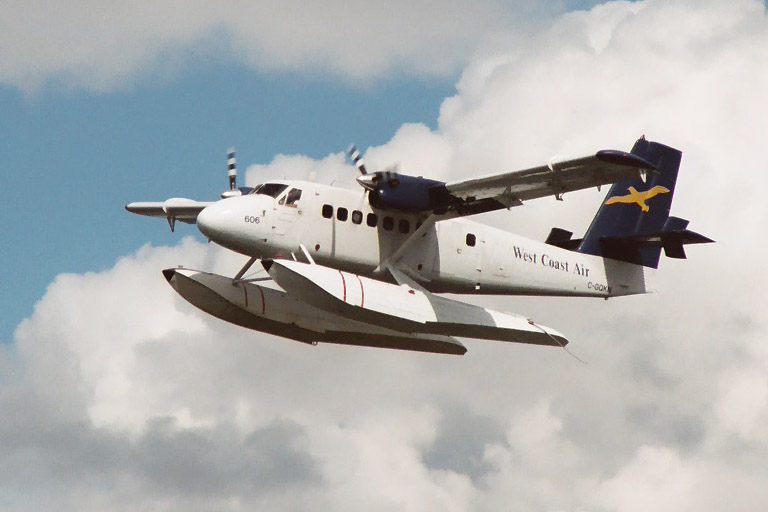
DHC-6 Twin Otter (ME)

Multi Engine bezeichnet in diesem Fall zwar ebenfalls mehrmotorige, jedoch nicht kolbenmotorgetriebene Flugzeuge. Es handelt sich hierbei also um alle weiteren Antriebsarten, die zum Einsatz kommen, z. B. Turboprop- oder Strahltriebwerke. Die ME-Klasse schließt die MEP-Klasse ein. Flugzeuge wie z. B. die DHC-6 Twin Otter oder die Beechcraft Super King Air B200 fallen in diese Kategorie, aber auch Großflugzeuge wie der Airbus.

### High Performance Aircraft (HPA)
High Performance Aircraft bezeichnet Flugzeuge, die von einem einzelnen Piloten geflogen werden dürfen, aber in ihrer Flugleistung und der Leistung ihrer Flugzeug- und Navigationssysteme solchen Flugzeugmustern ähneln, die mit einer Mindestbesatzung von zwei Piloten betrieben werden. Beispiele wären die Piper PA-46 oder die Socata TBM 850.

### Touring Motor Glider (TMG)

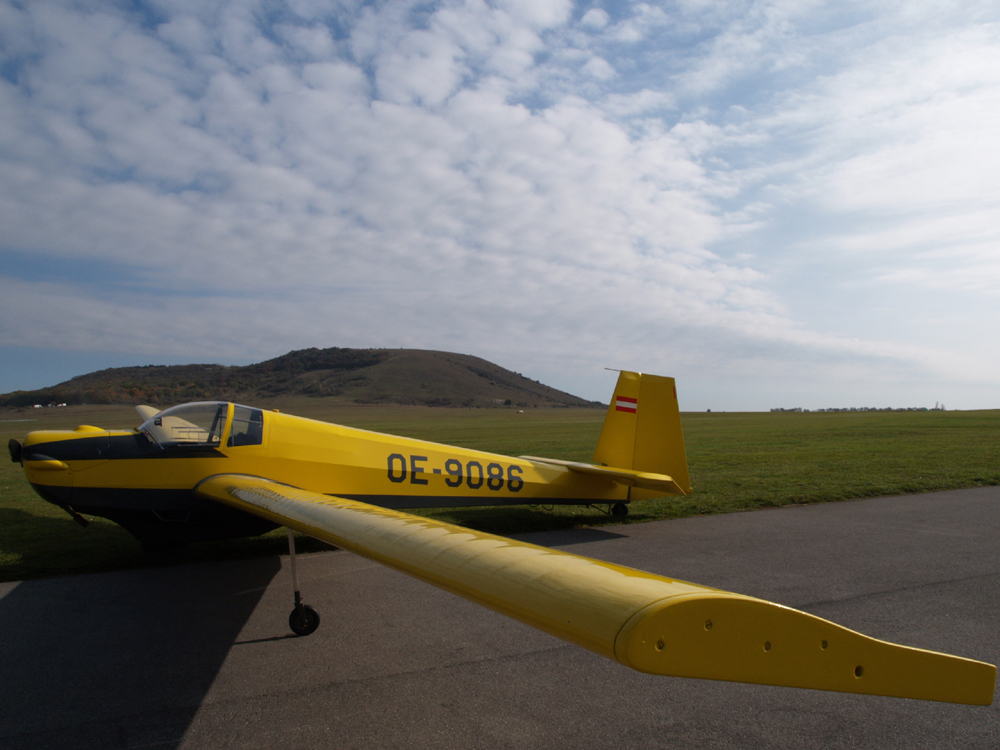
SF 25 C (TMG) am Flugsportzentrum Spitzerberg (Österreich)

Touring Motor Glider sind Motorsegler bis maximal 850 kg MTOW. Der europäische Motorflugschein kann entweder mit diesem oder mit dem SEP-Rating erworben werden. Motorsegler dürfen jedoch auch mit der Segelfluglizenz geflogen werden, nachdem die Berechtigung erworben wurde. Der wohl bekannteste TMG ist der SF 25 Falke. Ein modernerer Vertreter ist die Super Dimona HK36. Beide werden bevorzugt in der Ausbildung eingesetzt.

### Experimental
Experimentals oder Einzelstücke sind Leichtflugzeuge unterschiedlicher Kategorie, die nicht herstellerseitig zertifiziert sind, sondern durch den Erbauer im Rahmen einer baubegleitenden Einzelprüfung zum Verkehr zugelassen werden. Bausatzflugzeuge wie z. B. von Van's RV-4, verschiedene Pitts oder Velocity werden in Deutschland von der Oskar-Ursinus-Vereinigung technisch und administrativ begleitet. Sie zeichnen sich dadurch aus, dass der Erbauer wenigstens 51 % der Leistung im Bau erbringen muss. Gegenüber zertifizierten Mustern ist der Selbstbauer von einigen Einschränkungen in der Ausrüstung und Wartung befreit. In der Verkehrszulassung können allerdings auch Einschränkungen für die Nutzung erfolgen (kein Sichtflug bei Nacht, Meidung von Ballungszentren und Menschenmassen).
In der Flugzeug-Klasse Experimental finden sich häufig auch Repliken historischer Flugzeuge, Kunstflugzeuge oder sehr individuelle Design-Studien.
In der Schweiz flogen auch die Prototypen des Hubschraubers Leonardo AW09 als Experimentals.

### Very Light Aircraft (VLA)
Als Very Light Aircraft gelten in Europa einmotorige Motorflugzeuge, die nach der Zulassungsvorschrift CS-VLA zugelassen sind. Sie dürfen maximal zweisitzig sein, ein Fluggewicht von nicht mehr als 750 kg haben und ihre Überziehgeschwindigkeit darf 45 Knoten nicht überschreiten. Im Gegenzug sind die technischen Anforderungen – verglichen mit denen nach CS-23 – etwas reduziert, etwa bei der Zulassung von Motor und Propeller. Sie dürfen auch mit einer Light Aircraft Pilot Licence [LAPL] geflogen werden. Zu dieser Leichtflugzeugklasse gehört etwa die Aquila A 210.

### Segelflugzeug

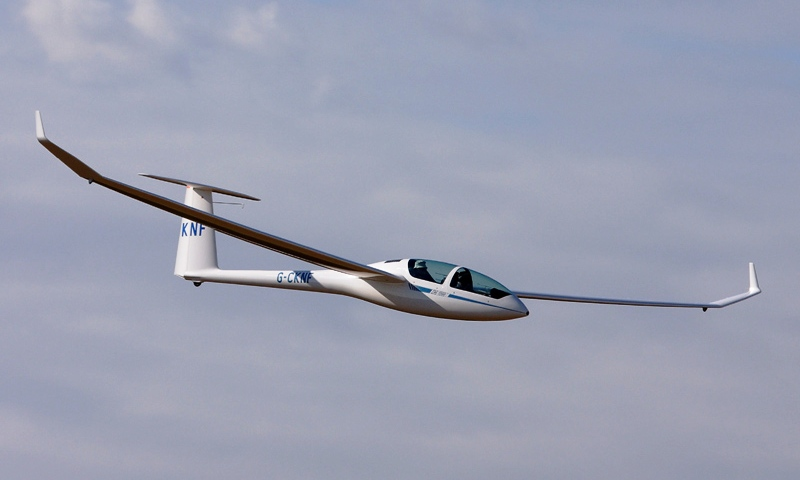
Segelflugzeug DG Flugzeugbau DG-1000 im Flug

Segelflugzeuge sind aerodynamisch hochwertige Flugzeuge, die für den motorlosen Flug ausgelegt sind. Nach dem Start mittels Winde oder Schleppflugzeug fliegen sie im Gleitflug. Bewegen sie sich durch Aufwinde, können sie dort neue Flughöhe gewinnen.

### Light Sport Aircraft (LSA)
Das Light Sport Aircraft (LSA) ist eine seit 2004 bestehende neue Luftfahrzeugklasse in den Vereinigten Staaten. Entgegen existierenden Regelwerken zur Musterzulassung für Leichtflugzeuge ist die Zulassung für die LSA-Klasse ASTM regeldefinierend. Das grobe Regelwerk dieser Klasse sieht bei Flugzeugen eine Höchstgeschwindigkeit bei maximaler Motorleistung von 120 kts (222 km/h) und ein maximales Abfluggewicht von 1320 lbs (600 kg) vor. Weitere Eckpunkte der Klasse sind ein Kolbentriebwerk, keine Druckkabine, Propeller mit festem Einstellwinkel, maximal zwei Sitzplätze und festes Fahrwerk.
Das Regelwerk der USA wurde 2011 weitgehend durch die Europäische Agentur für Flugsicherheit im Rahmen der vereinheitlichten Zulassungsregeln für leichte Flugzeuge (European Light Aviation 1, ELA 1) übernommen, das im Zulassungsstandard CS-LSA mündete. Die LSA-Klasse in der EU zielt darauf ab, für leistungsfähigere Muster der Ultraleichtflugzeug-Klassen die Möglichkeit zu eröffnen, eine erleichterte Zulassung als Leichtflugzeug zu erhalten.

### Sportsters
Dies sind einmotorige Leichtflugzeuge in den USA bis zu einem Gewicht von 560 kg.

### Ultraleichtflugzeuge

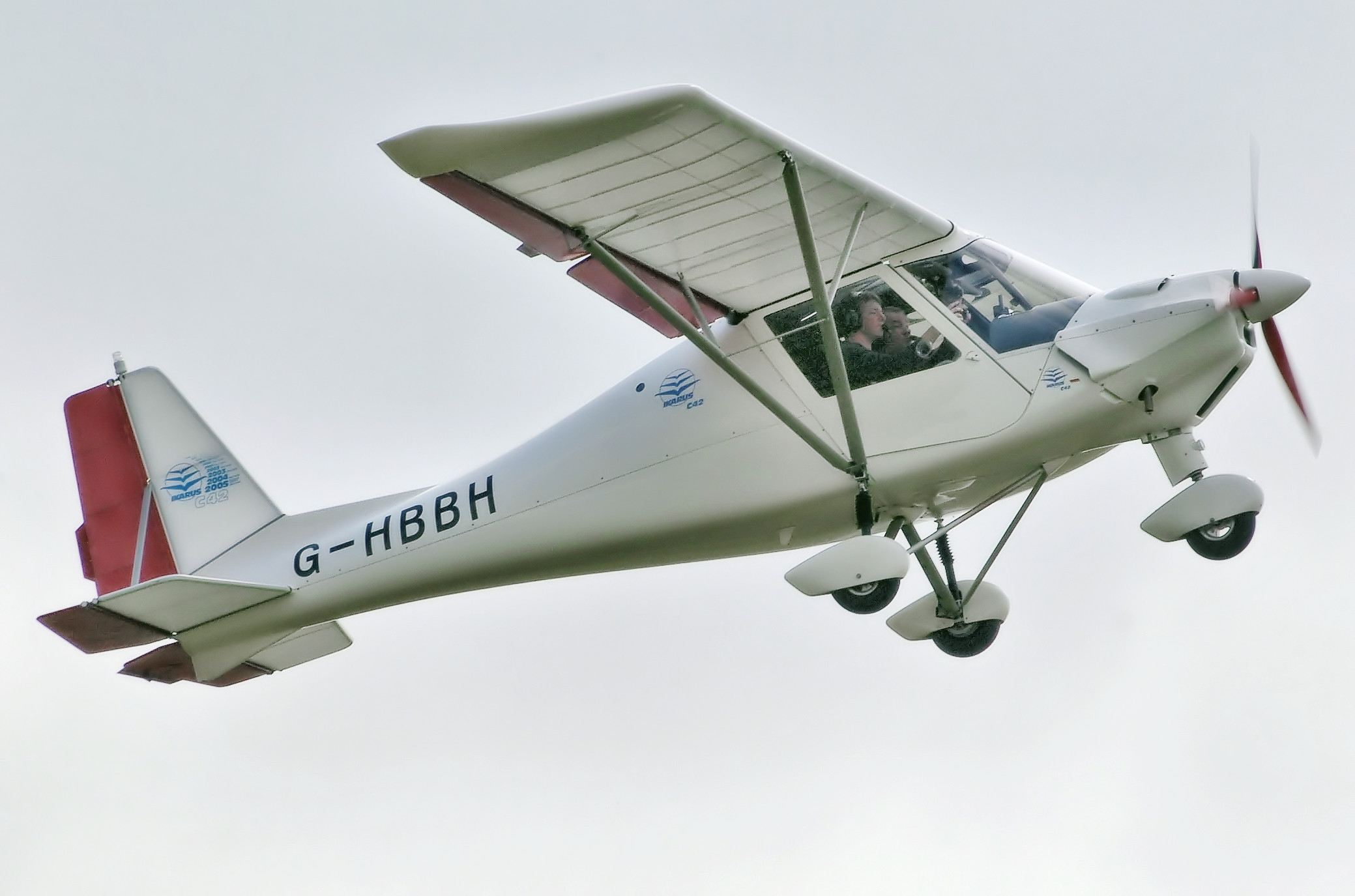
Ultraleicht-Flugzeug Ikarus C42

Ultraleichtflugzeuge (ULs) sind nach deutscher Regelung motorgetriebene Ultraleichtflugzeuge mit maximal 600 kg Abflugmasse, inklusive 25 kg für das Gesamtrettungssystem. Nach luftrechtlicher Definition handelt es sich hierbei um Luftsportgeräte und nicht um Flugzeuge. Für diese Art der Luftfahrzeuge gelten zulassungsrechtlich und wartungstechnisch weniger strenge Vorschriften als für größere Flugzeugklassen. Dies macht die UL-Fliegerei relativ preisgünstig und finanziell attraktiv. Die Grenzen der Nutzbarkeit liegen jedoch bei einer geringeren Zuladung als bei vergleichbaren ein- und zweisitzigen Leichtflugzeugen. Zudem sind die Lizenzierung, der Luftfahrerschein für Luftsportgeräteführer und die Registrierung des Luftfahrzeuges grundsätzlich national geregelt und damit nur in Deutschland gültig. Jeder Flug ins Ausland erfordert deshalb eine einzelne Erlaubnis oder ein binationales Abkommen mit dem Gaststaat.
In den europäischen Basic Regulation zur Luftfahrt sind Ultraleichtflugzeuge in Anhang I ausgeführt. Neben einigen Rahmenbedingungen gibt sie den einzelnen Mitgliedsländern der EU das Recht, die Zulassung von UL-Flugzeugen national zu regeln. Eine europarechtliche Vereinheitlichung und gegenseitige Anerkennung gibt es damit nicht.

## Geschichte
1918/1919 konstruierte der deutsche Flugzeugbaupionier Hanns Klemm aus Holz die ersten Leichtflugzeuge.